# Paweł Kałużyński
Paweł Kałużyński (ur. 1979 w Warszawie) – polski malarz, grafik i artysta. Twórca cyklu obrazów Wielki Sen, w których zastosował na całości obrazu warstwę odbijającego światło lakieru, dzięki czemu powierzchnia mieni się.
W 2005 r. uzyskał dyplom na wydziale Malarstwa ASP w Warszawie w pracowni prof. Mariana Czapli. Aneks do dyplomu wykonał w pracowni Grafiki Warsztatowej pod kierunkiem prof. Rafała Strenta oraz w Pracowni Rysunku prof. Marka Wyrzykowskiego. W latach 2003–2005 uczestniczył w wystawach zbiorowych, miał też swoją pierwszą wystawę indywidualną w Akademii Muzycznej im. Fryderyka Chopina w Warszawie, a jego instalacja była prezentowana w Galerii Sztuki Zachęta na wystawie z okazji stulecia warszawskiej ASP.
Wystawy indywidualne:
- 2022 – „Jeszcze,jeszcze, jeszcze!”[6], Galeria Atak[7], Warszawa
- 2020 – „Wielki Sen”[8], Galeria Milano, Warszawa
- 2017 – „Vertigo”, Galeria Milano, Warszawa
- 2016 – „Sam na sam” Rabbithole Art Room, Warszawa
- 2014 – „Witaj w klubie” Rabbithole Art Room, Warszawa
- 2013 – „Yuppi du”, Galeria Promocyjna, Warszawa
- 2013 – „Spójrz mi w oczy”, Galeria Praca, Warszawa
- 2012 – „Rodeo”, Galeria Praca, Warszawa
- 2012 – „Rebel Rebel, Your Face Is a Mess”, 3A Project Space, Gdynia
- 2011 – „Amore” Galeria Art New Media, Warszawa
- 2009 – „Kuloodporne serce” Galeria Atak, Warszawa
- 2008 – „Po godzinach...”, Galeria Room, Warszawa
- 2008 – „Próżna” w Galerii Farbiarnia w Warszawie
- 2007 – „Horyzonty”, Galeria designu All about room, Warszawa

Wystawy zbiorowe:
- 2020 – „Kolory przemian. Malarstwo polskie z kolekcji Krzysztofa Musiała.”, Państwowa Galeria Sztuki w Sopocie
- 2019 – „W dżunglii”, Agra Art Nova, Warszawa
- 2018 – „Lejanias.Arte joven Polaco de la collecion K, Musiał”, Centre del carme cultura, Valencia, Hiszpania
- 2018 – „4” Rabbithole Art Room, Warszawa
- 2018 – „Tu jesteśmy. Prace z kolekcji Krzysztofa Musiała” Meno Parkas Galerija, Kowno, Litwa
- 2017 – „Tu jesteśmy. Wybrane prace polskiej sztuki po 1945 roku z kolekcji Krzysztofa Musiała” Centrum Sztuki Współczensej, Toruń
- 2016 – „Między systemami” Centrum Sztuki Współczesnej, Velez-Malaga, Hiszpania
- 2015 – Noc Malarzy. Zatrzymać obraz, Nowe Miejsce, Warszawa
- 2015 – Zapisy Przemian – Obrazy z kolekcji Krzysztofa Musiała, Płocka Galeria Sztuki, Płock
- 2014 – Landschaft, Landschaft, Galeria aTak Warszawa
- 2010 – Noc Malarzy w Fabryce Czekolady
- 2008 – Galeria Farbiarnia „Abstrakcja czy figuracja”
- 2008 – Galeria Arsprototo, Erlangen, Niemcy
- 2006 – „Pejzaż południa”, Galeria aTak
- 2005 – Galeria Studio
- 2005 – Wystawa z okazji 100-lecia Akademii Sztuk Pieknych – Prezentacja pracy pt. „Monumentalizacja”, Galeria Zachęta w Warszawie
- 2004 – Galeria Studio
- 2003 – „Pracownia 59” o Działaniach i Strukturach Wizualnych
- 2003 – „Szydłów”, Galeria Aula, ASP